# Лютеранська вулиця (Київ)
Лютера́нська ву́лиця — вулиця у Печерському районі міста Києва, місцевість Липки. Пролягає від Хрещатика до Шовковичної вулиці. Прилучаються вулиці Заньковецької, Банкова та Круглоуніверситетська.

## Назва
Виникла у 1830-ті роки, спочатку мала назву Графська вулиця (місцевість в той час іноді мала назву Графська гора). У ті часи на Липках існувала лютеранська колонія, і в 1850-х роках на вулиці, яка отримала паралельну назву Лютеранська вулиця, було споруджено кірху. 
З 1864 року мала назву Анненковська вулиця, на честь київського генерал-губернатора Миколи Анненкова, за ініціативи якого вулицю було переплановано та впорядковано, проте кияни переважно вживали стару назву.
У березні 1919 року отримала назву вулиця Енгельса, на честь Фрідріха Енгельса, назву підтверджено 1944 року. Під час німецької окупації міста у 1942–1943 роках — Лютерштрассе (нім. Luther Str.). 
У 1992 році повернуто історичну назву — Лютеранська вулиця.

## Історія
Вулиця пов'язана з лютеранською громадою Києва. Коли на Подолі у 1811 р. згоріла дерев'яна кірха, громаді виділили місце на Липках. У 1855 році заклали кам'яну споруду лютеранської євангелістської кірхи св. Катерини за проєктом архітектора І. В. Штрома. Будівництво завершили в серпні 1857 року. Поряд із кірхою розташувались споруди євангелістсько-благодійної общини, реального училища, жіночої гімназії, початкового училища, квартири для бідних лютеранського віросповідання. Ці будинки збереглися (№ 18-20, № 24).
Значною мірою збереглася забудова кінця XIX — 1-ї третини XX століття. На початку вулиці збереглося бруковане покриття дороги, викладене кругляком — єдине в центрі міста. До Другої світової війни з Лютеранської був виїзд на Хрещатик. Тепер, щоб потрапити на вулицю, треба пройти крізь арку.

### Універмаг
На початку ХХ ст. на перехресті Хрещатика і Лютеранської (№ 31/2) розташовувався магазин «Людмер і сини». Карл Людмер, австрійський підданий, розпочав торговельну діяльність у Києві у 1855 р. За півстоліття його фірма стала однією з найбільших в Україні. Коли до справи долучилися його троє синів, відкрився торговий дім. У магазині існувало декілька відділів: жіночого одягу (тут же була майстерня з його пошиття), мануфактурного товару та хутрових виробів. У 1905 році на виставці в Брюсселі фірма «Людмер і сини» отримала Гран-прі, а на виставці в Парижі — золоту медаль за чоловічий та жіночий одяг. Після революції і до 1941 р. в будівлі розташовувалися магазини, пізніше Універмаг. У 1930-ті будинок реконструювали. Під час війни будівлю було зруйновано.

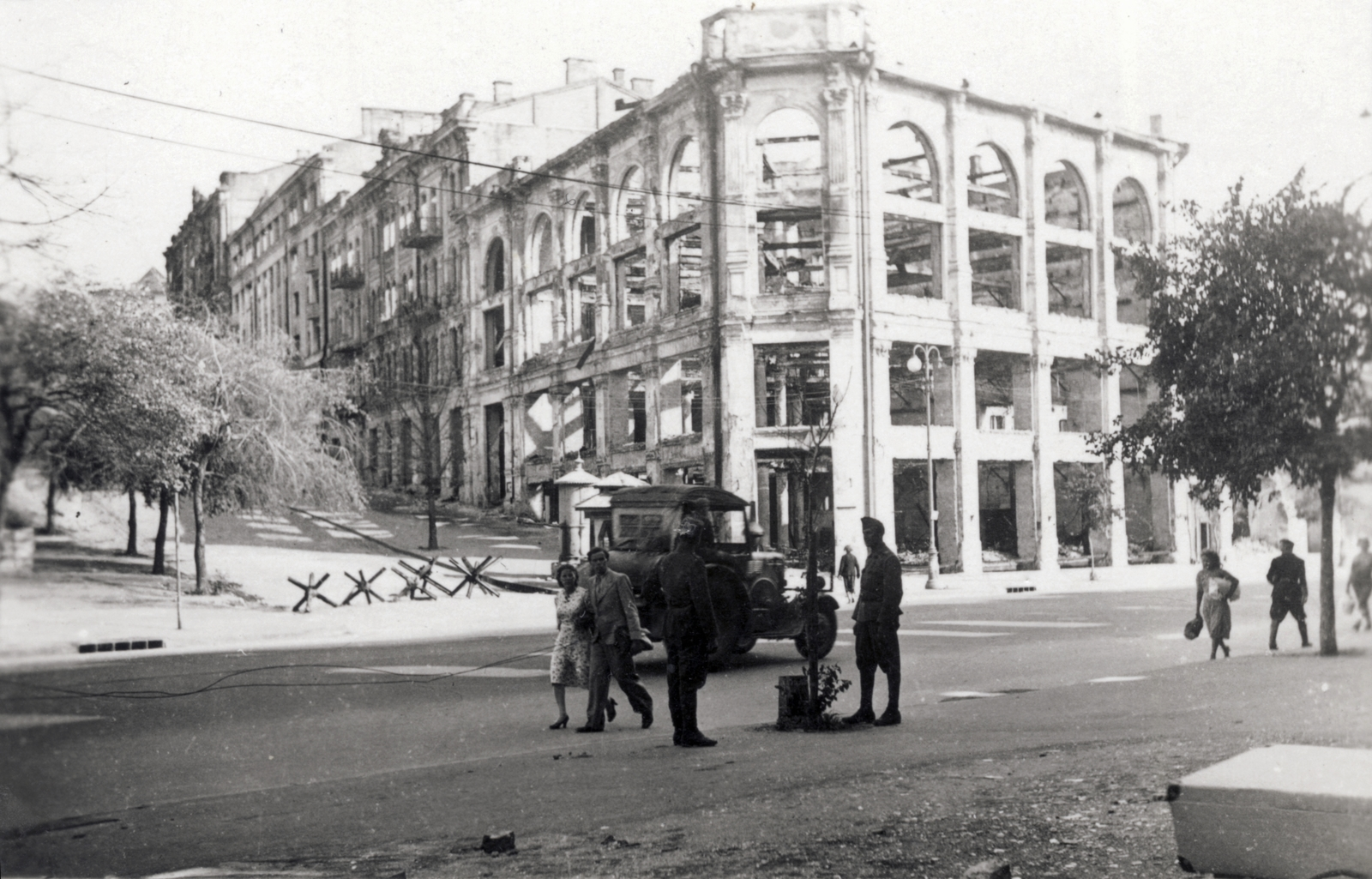
Перехрестя Лютеранської і Хрещатика, 1942 р.

## Видатні особи, пов'язані з Лютеранською вулицею
На місці будинку № 3 1871 року відкрив фотоательє Влодзімеж Висоцький. Там же знаходилася популярна «Варшавська кав'ярня», яку часто відвідував драматург Михайло Старицький. Вважають, що задню кімнату цієї кав'ярні, де грали в шахи, описано в оповіданні Олександра Купріна «Марабу».
На будинку № 6 є меморіальна дошка Максиму Горькому, який жив тут у листопаді 1914 року, тут же зупинялася актриса Марія Андрєєва під час власних гастролей у театрі «Соловцов». 
У будинку № 13 жили режисер Лесь Курбас і акторка Валентина Чистякова.
На будинку № 15 знаходиться меморіальна дошка гандбольному тренеру Ігорю Турчину, який проживав у цьому будинку разом із родиною. 
У будинку № 21 жили академіки АН УРСР Михайло Федоров, Костянтин Воблий, Микола Холодний, Михайло Птуха, Михайло Кравчук, Овксентій Корчак-Чепурківський (кв. 19), професор Петро Буйко. 
На місці сучасних будинків № 27-31 у 1830-40-і роки була садиба Максима Берлинського — одного з перших дослідників історії Києва, директора Першої київської гімназії. 
За № 28/19, у будинку свого тестя, до 1914 року часто зупинявся Ігор Стравінський, якому тут встановлено пам'ятну дошку.
У будинку № 33 пройшли дитячі роки письменника Костянтина Паустовського. 
На місці сучасного будинку № 41 у 1840-х роках знаходився пансіон при Першій київській гімназії, де, зокрема, мешкали у гімназичні роки художник Микола Ге та перекладач Шекспіра Микола Гербель.

## Установи та заклади
- № 10 — Гімназія № 117 імені Лесі Українки[8].

## Будівлі, що мають історичну та архітектурну цінність
- № 6 — Будинок Майкапар (поч. XX ст.), зведений за проектом архітектора Мартина Клуга
- № 15 — Будинок із Паном і німфами, зведений у стилі модерну за проєктом архітектора Олександра Вербицького
- № 16 — «Сулимівка», кол. благодійні заклади (1834; 2-а пол. XIX ст.)[9]
- № 21/12 — Будинок наукових працівників, зведений у стилі конструктивізму за проєктами архітекторів Миколи Холостенка, Всеволода Обремського Олександра Вербицького.
- № 22 — кірха Святої Катерини (1857)
- № 23 — особняк Аршавського, або «Будинок невтішної вдови» архітектора Едуарда Брадтмана (1907)
- № 32 — за проєктом архітектора Федора Олтаржевського.

Будинки № 3, 7/10, 8, 11, 12, 13, 18, 20, 24, 25, 26, 27-29, 28, 32, 33 споруджені в 2-й половині XIX — 1-й третині XX ст.

## Зображення

### Будинки

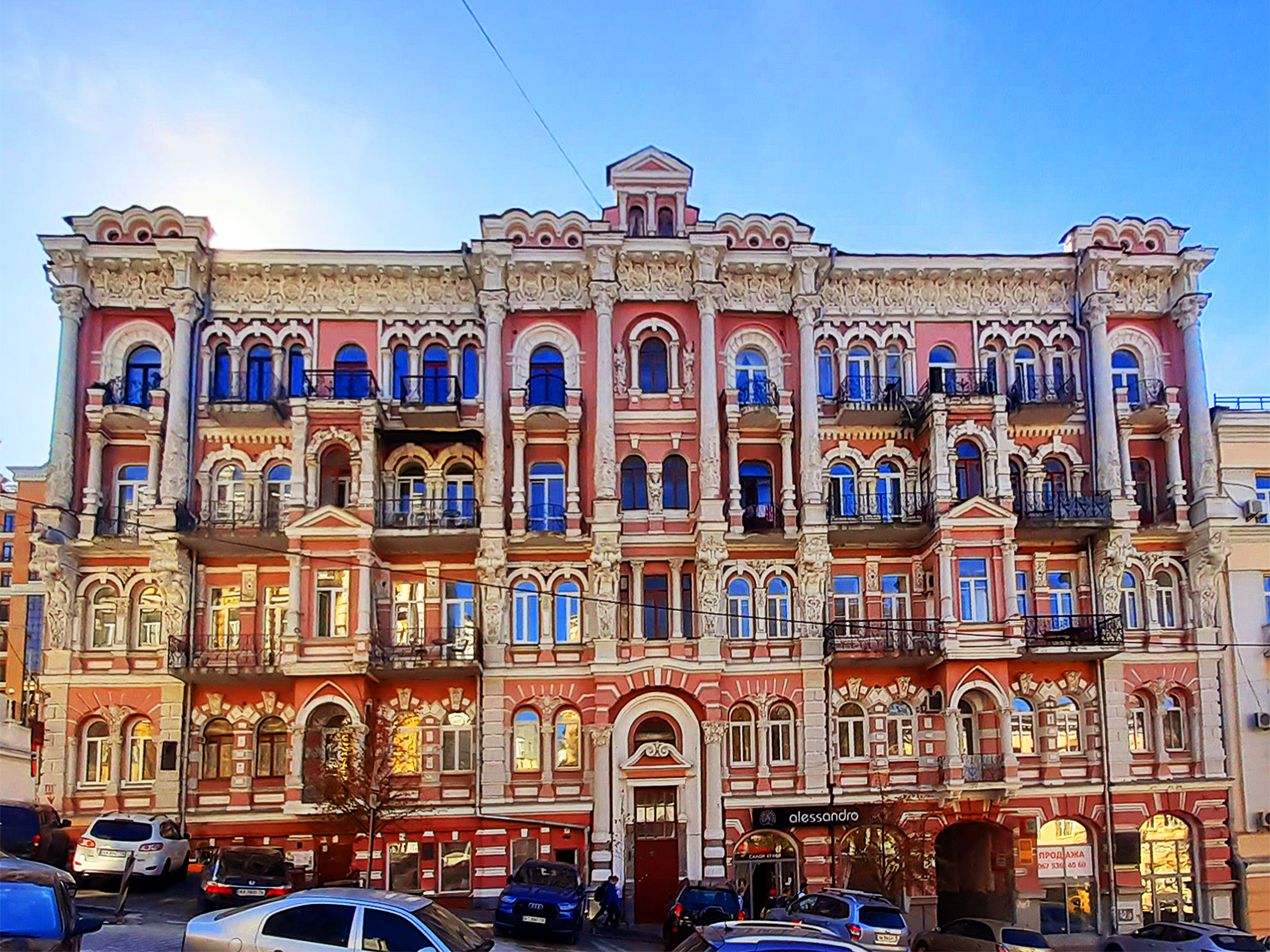
Будинок № 6
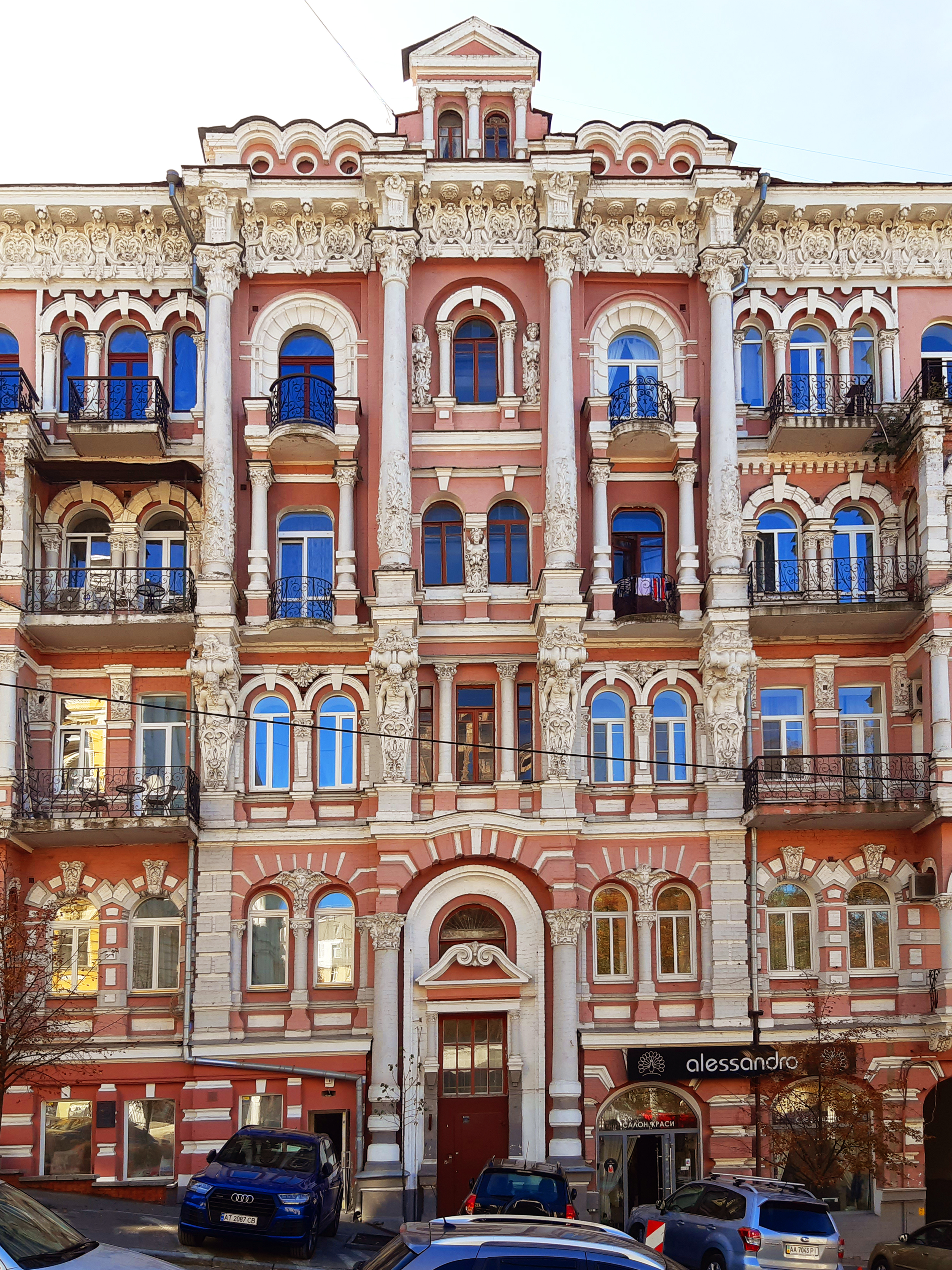
Деталь оздоблення будинку № 6
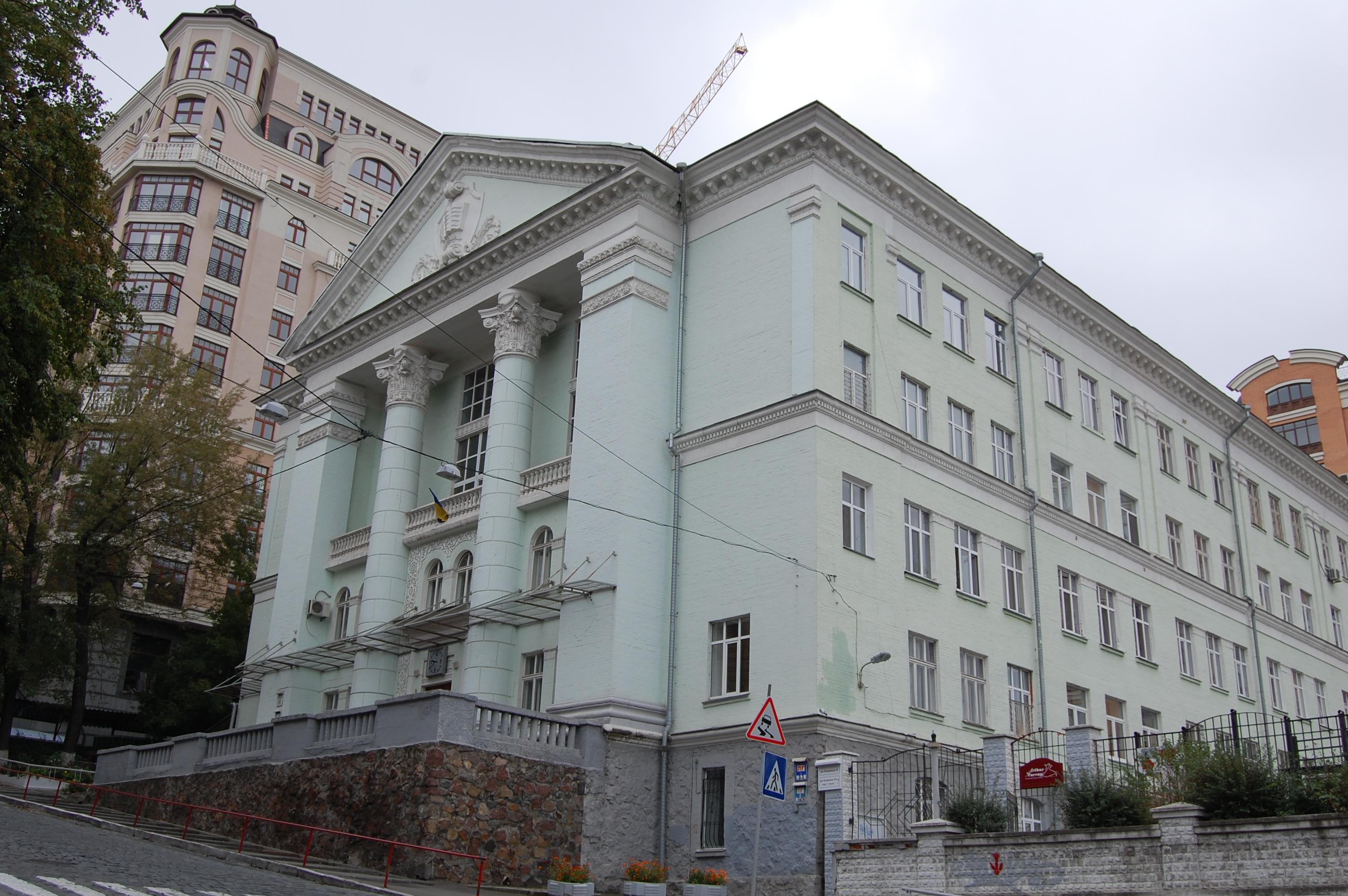
Будинок № 10 — гімназія №117
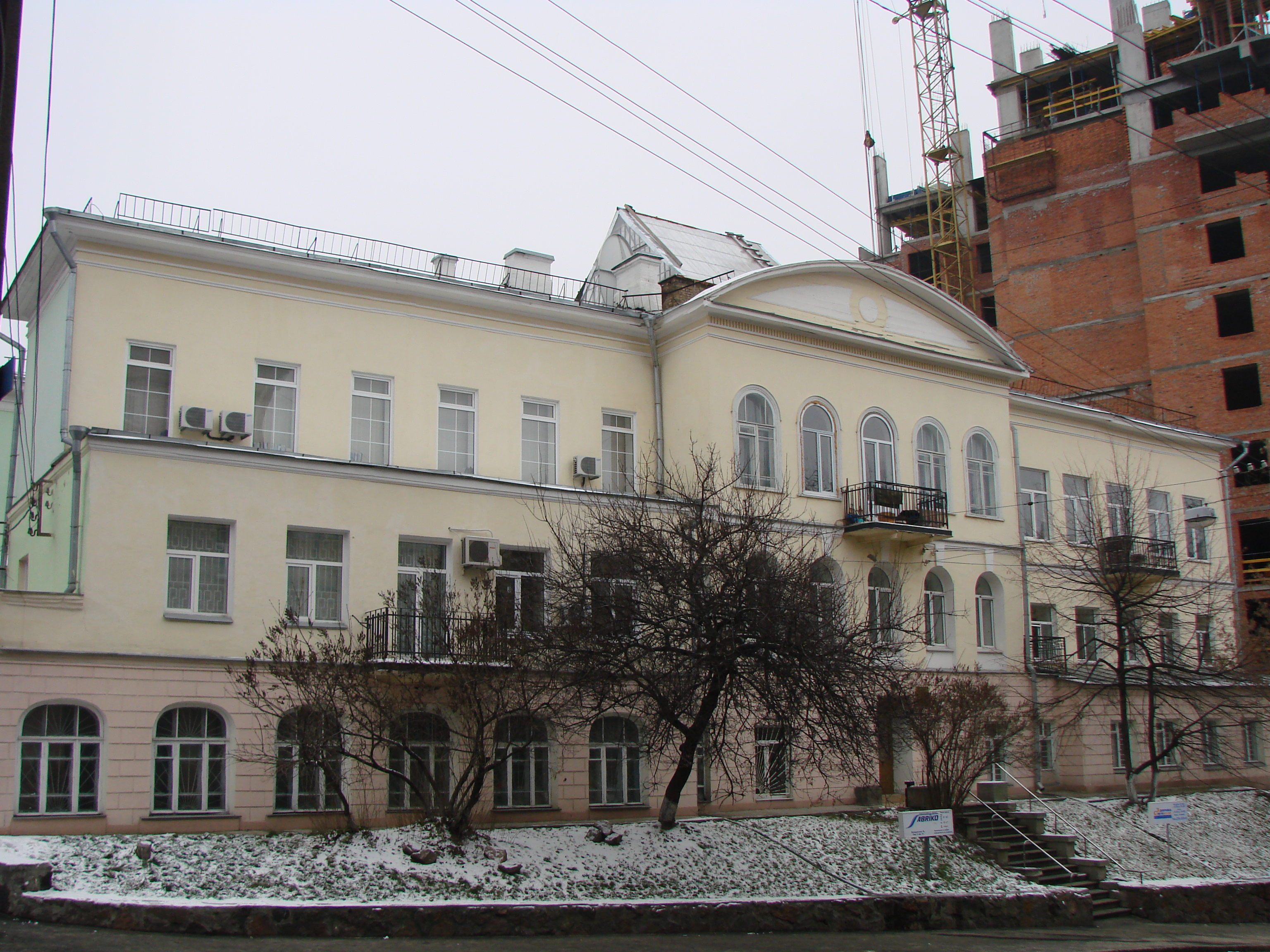
Будинок № 16 — «Сулимівка»
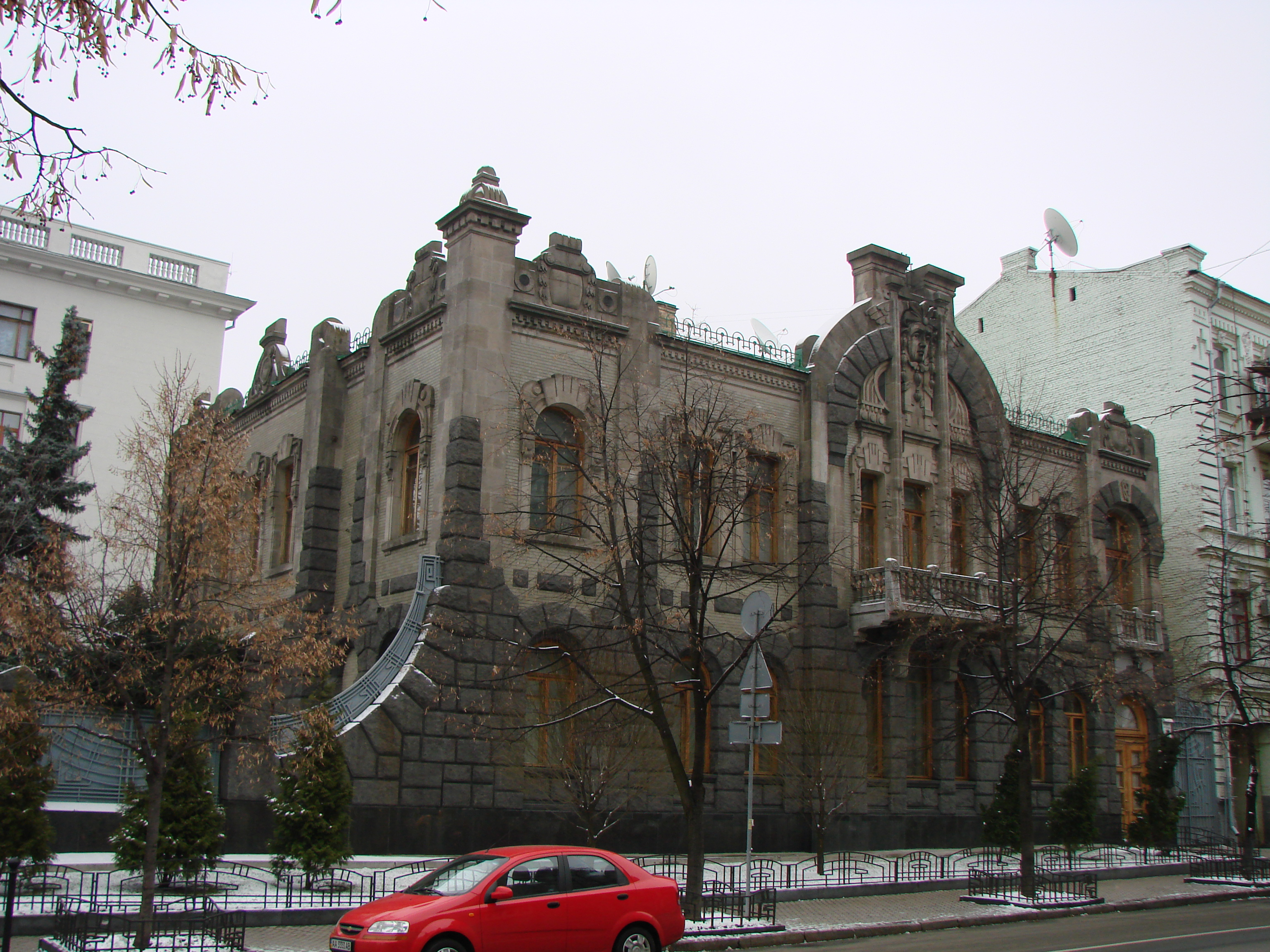
Будинок № 23 — «Дім невтішної вдови»
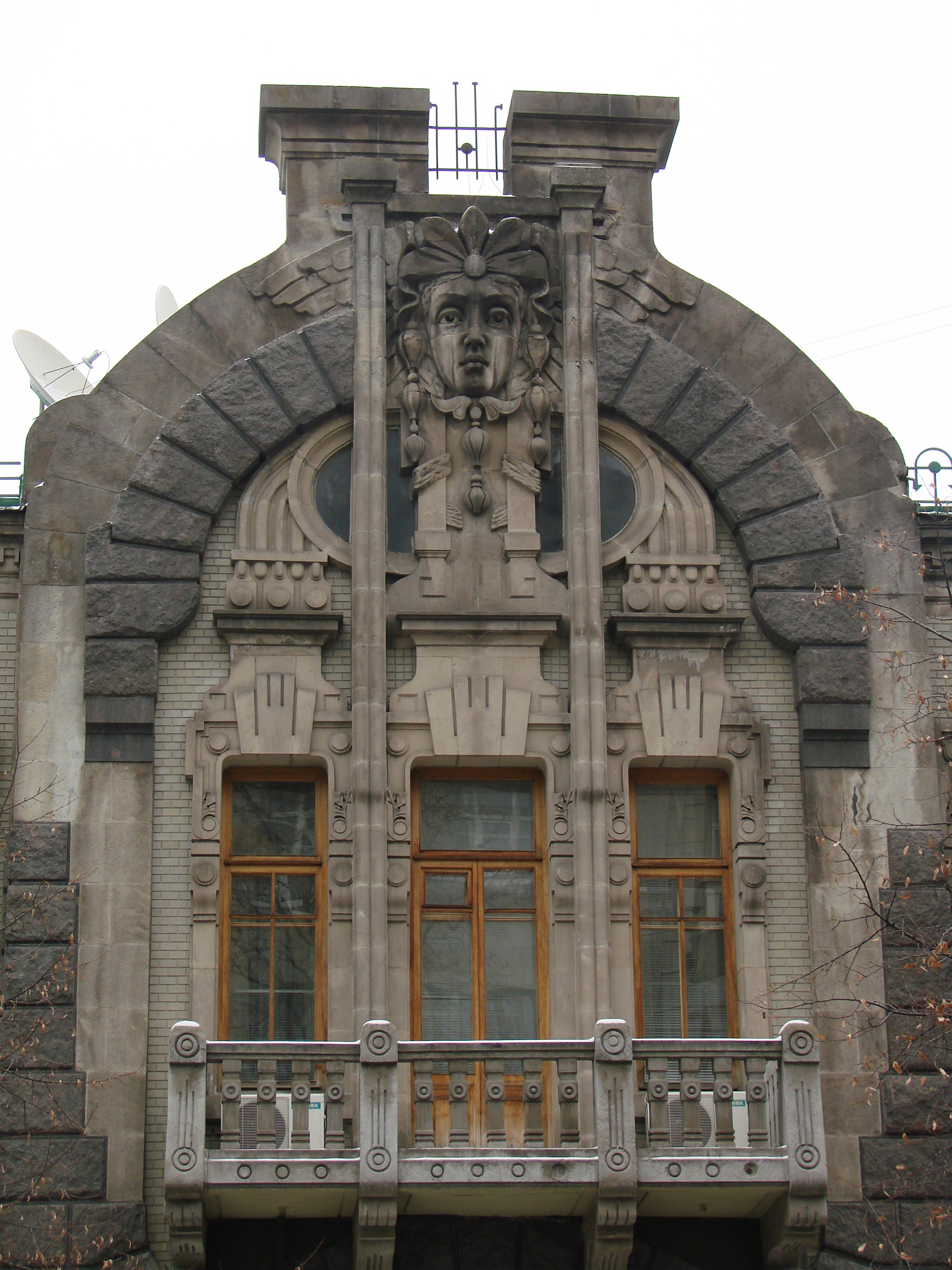
Маскарон на фасаді будинку № 23
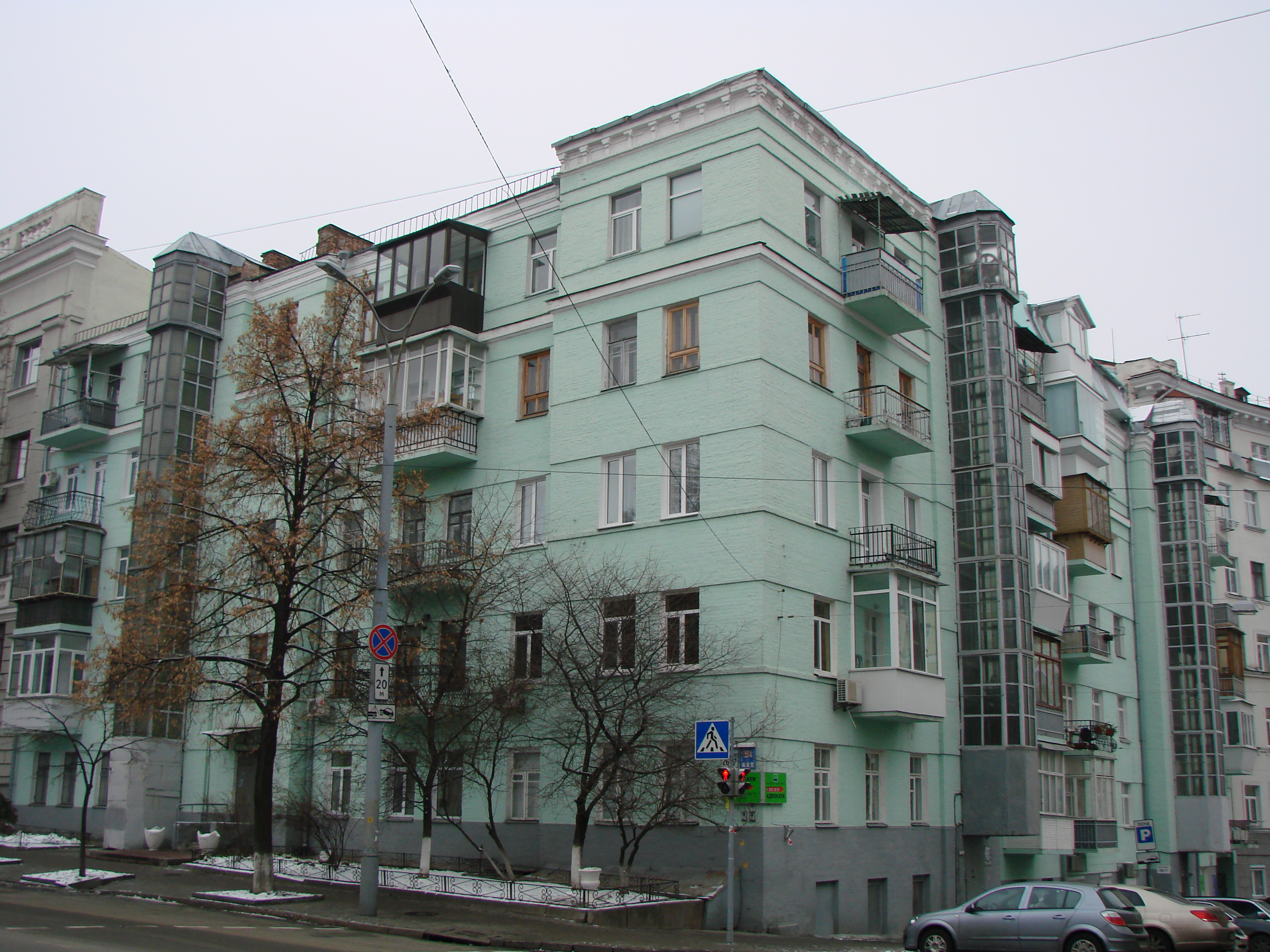
Будинок № 26/17
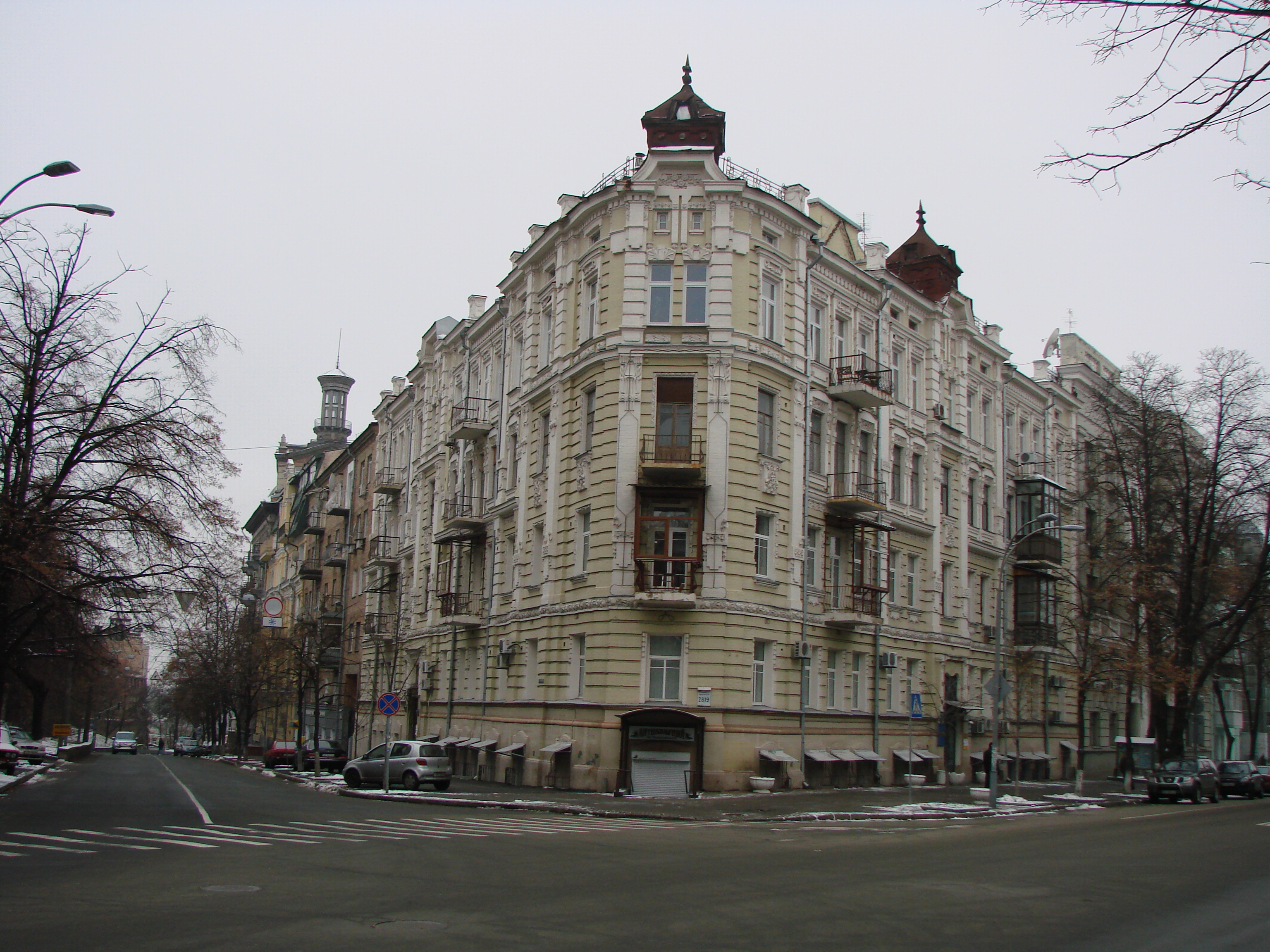
Будинок № 28/19
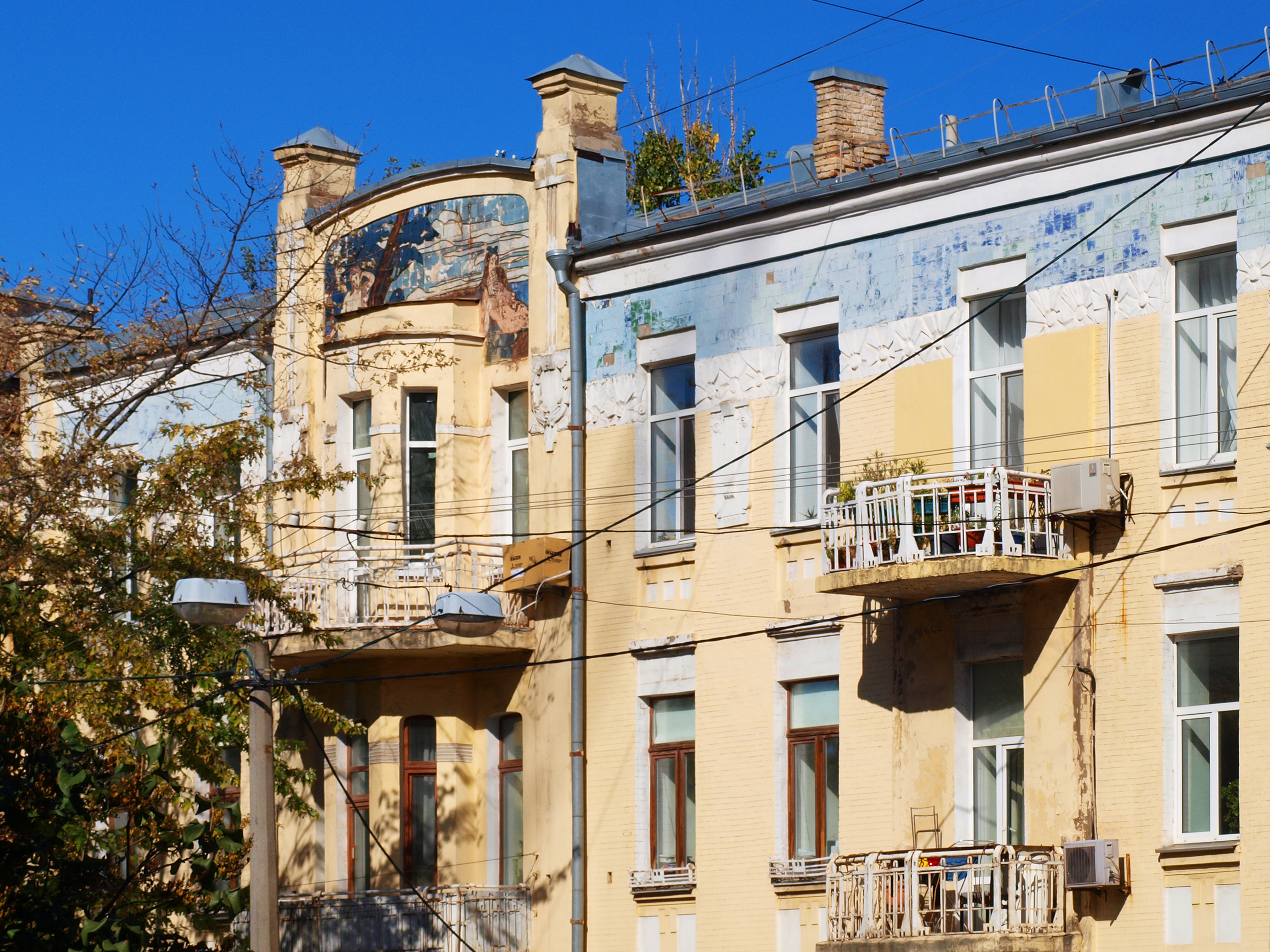
Будинок із майоліковим панно
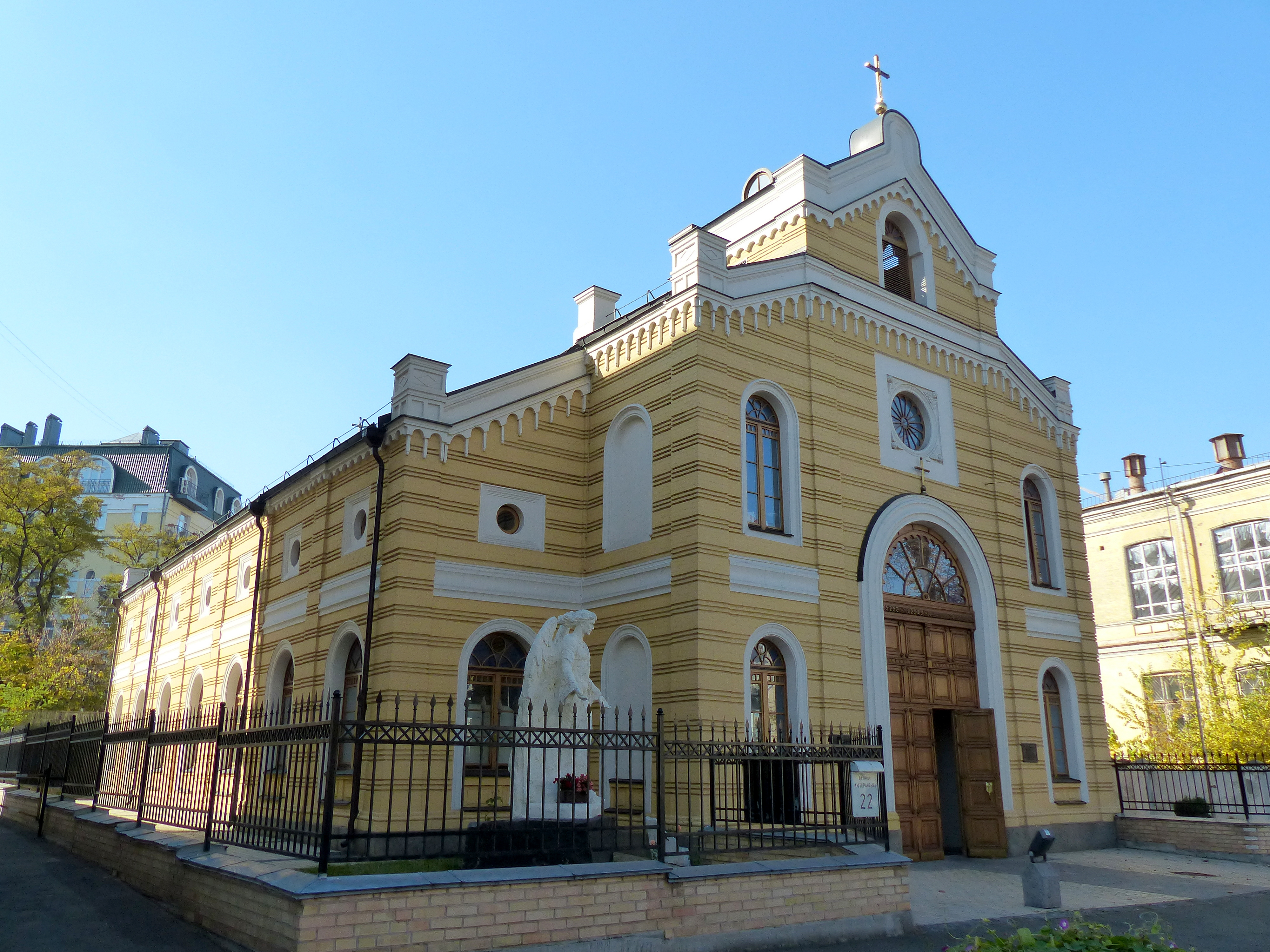
Кірха Святої Катерини

### Меморіальні дошки

Олександрові Ковальову (буд. № 6)
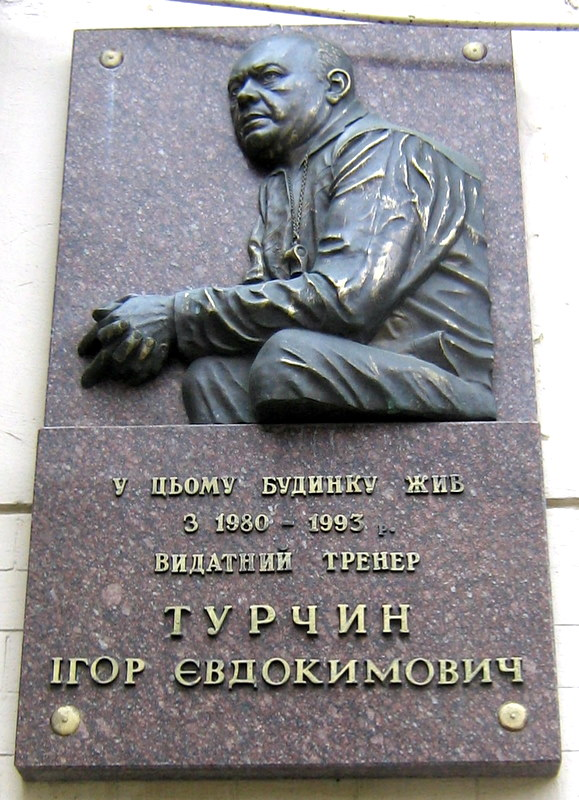
Ігорю Турчину (буд. № 15)
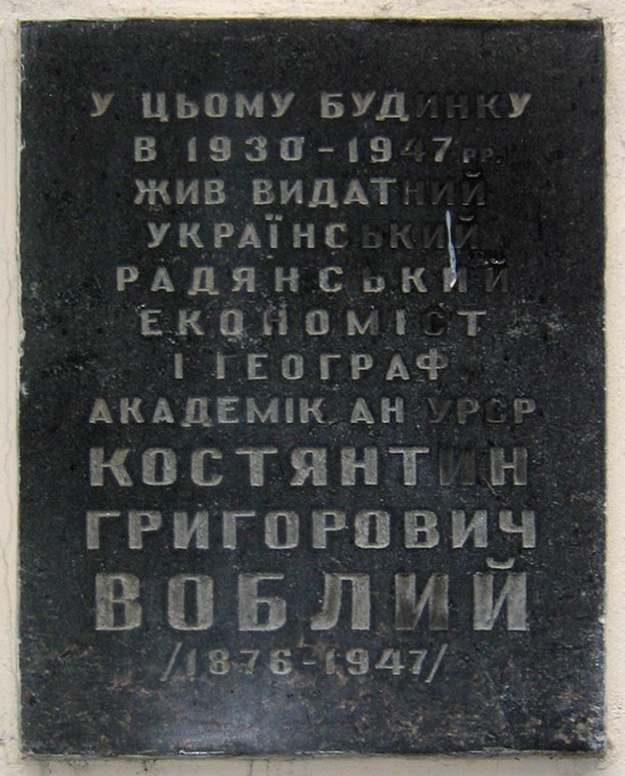
Костянтинові Воблому (буд. № 21)
Михайлові Кравчуку (буд. № 21)
Михайлу Птусі (буд. № 21)
Михайлові Федорову (буд. № 21)